# Kim Hyo-yeon
Kim Hyo-yeon (Hangul: 김효연;Kana: ギムヒョヨン; Hanja: 金孝淵; Hán-Việt: Kim Hiếu Nghiên; sinh ngày 22 tháng 9 năm 1989), thường được biết đến với nghệ danh Hyoyeon hay DJ HYO, là một nữ ca sĩ, rapper, vũ công, DJ và nhân vật truyền hình người Hàn Quốc. Là thành viên của nhóm nhạc nữ Girls' Generation do SM Entertainment thành lập và quản lý, cô cũng là thành viên của nhóm nhạc Younique Unit và siêu nhóm nhạc nữ Got the Beat.

## Tiểu sử
Hyoyeon được sinh ra vào ngày 22 tháng 9 năm 1989 tại Incheon, Hàn Quốc. Gia đình của cô gồm bố mẹ và em trai Kim Min-gu.
Hyoyeon bắt đầu tập nhảy hip hop, jazz và Latin từ khi học tiểu học. Năm 1999, cô theo học tại Winners Dance School, một trường dạy vũ đạo nổi tiếng tại Hàn Quốc chuyên về các phong cách vũ đạo hip hop. Ở đây cô làm quen với Min, từng là thành viên nhóm nhạc nữ Miss A. Hai người lập nên nhóm nhảy Little Winners và biểu diễn cùng nhau tại nhiều buổi diễn
Hyoyeon thi tuyển vào SM Entertainment năm 11 tuổi thông qua SM 2000 Casting System. Cô cho biết bản thân cô không hề có ý định thi tuyển nhưng mẹ cô lại là fan hâm mộ của nhóm H.O.T. và đã đưa cô tới Seoul với hi vọng có thể nhìn thấy họ. Trong phần dự thi của mình, Hyoyeon đã thể hiện một bài nhảy. Năm 2004, cô được gửi đi học tiếng Trung Quốc tại Bắc Kinh, Trung Quốc cùng với Choi Siwon, thành viên nhóm nhạc nam Super Junior.
Trước khi ra mắt công chúng, Hyoyeon từng luyện tập vũ đạo với Janet Jackson, cũng như biểu diễn cùng BoA với vai trò vũ công trong chương trình M.net KM Music Festival năm 2005.

## Sự nghiệp

### 2007–2016: Khởi đầu sự nghiệp
Hyoyeon ra mắt công chúng với tư cách là thành viên nhóm nhạc nữ Girls' Generation vào tháng 8 năm 2007. Năm 2012, cô tham gia nhóm nhạc dự án Younique Unit của SM Entertainment bên cạnh một số nghệ sĩ cùng công ty bao gồm Eunhyuk, Taemin, Henry, Kai và Luhan. Nhóm phát hành bài hát "Maxstep" nằm trong album PYL Younique Volume 1 vào tháng 10 năm 2012. Tháng 10 năm 2011, Hyoyeon và thành viên cùng nhóm Sunny trở thành thành viên cố định của chương trình truyền hình thực tế Invincible Youth 2. Sau khi Sunny rời khỏi vị trí này vào tháng 7 năm 2012, cô cũng ngừng tham gia chương trình vào tháng 11 năm 2012.

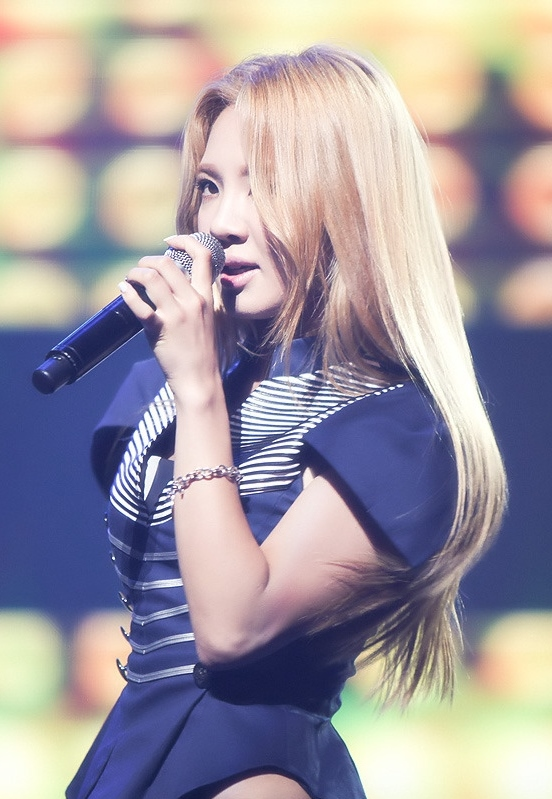
Hyoyeon vào tháng 9 năm 2012

Tháng 4 năm 2012, Hyoyeon trở thành thí sinh của chương trình truyền hình Dancing with the Stars 2. Cô và bạn nhảy của mình, vũ công Kim Hyung-seok, giành vị trí thứ hai chung cuộc. Tháng 6 năm 2013, Hyoyeon và thành viên cùng nhóm Yuri tham gia chương trình truyền hình Dancing 9 với tư cách là huấn luyện viên cho các thí sinh.
Tháng 2 năm 2015, Hyoyeon xuất hiện với tư cách khách mời trong video âm nhạc cho bài hát "Shake That Brass" của nữ ca sĩ cùng công ty Amber. Tháng 3 năm 2015, Hyoyeon góp mặt với tư cách rapper trong màn biểu diễn của nhóm nhạc nam S trong chương trình truyền hình Immortal Songs 2. Tháng 6 năm 2015, cô bắt đầu thực hiện chương trình truyền hình thực tế của riêng mình Hyoyeon's One Million Likes, được phát sóng trên kênh OnStyle. Tháng 6 năm 2015, cô xuất bản cuốn sách Hyo Style với nội dung về thời trang, làm đẹp và đời sống. Tháng 9 năm 2015, Hyoyeon trở thành thí sinh trong chương trình truyền hình Mash Up với nội dung thi đấu DJ. Tháng 11 năm 2015, Hyoyeon xuất hiện với tư cách khách mời trong video âm nhạc cho bài hát "Whoa Ha!" của rapper Vasco.
Tháng 1 năm 2016, Hyoyeon được công bố là sẽ trở thành người dẫn chương trình của chương trình truyền hình thời trang và làm đẹp Get It Beauty. Tháng 5 năm 2016, cô và Sunny bắt đầu ghi hình cho chương trình truyền hình Hàn-Trung Star Advent, trong đó họ được thử thách với vai trò các nhân viên công sở làm việc ở Trung Quốc. Tháng 7 năm 2016, Hyoyeon bắt đầu tham gia chương trình truyền hình Hit the Stage bên cạnh các nghệ sĩ như Taemin và Bora. Trong chương trình, các thí sinh hợp tác với các vũ công chuyên nghiệp để thi đấu ở các thể loại vũ đạo khác nhau. Sau đó vào tháng 6 năm 2016, Hyoyeon đã xuất hiện trong bài hát "Up & Down" từ album mini thứ hai của thành viên cùng nhóm Girls 'Generation Taeyeon. Vào tháng 8 năm 2016, cô đã hợp tác với thành viên miss A Min và thành viên 2AM Jo Kwon để thành lập một nhóm đặc biệt có tên Triple T và phát hành một đĩa đơn có tựa đề "Born to Be Wild", có Park Jin-young, là một phần của Dự án âm nhạc Station của SM Entertainment. 

### 2016–nay: Sự nghiệp solo và DJ

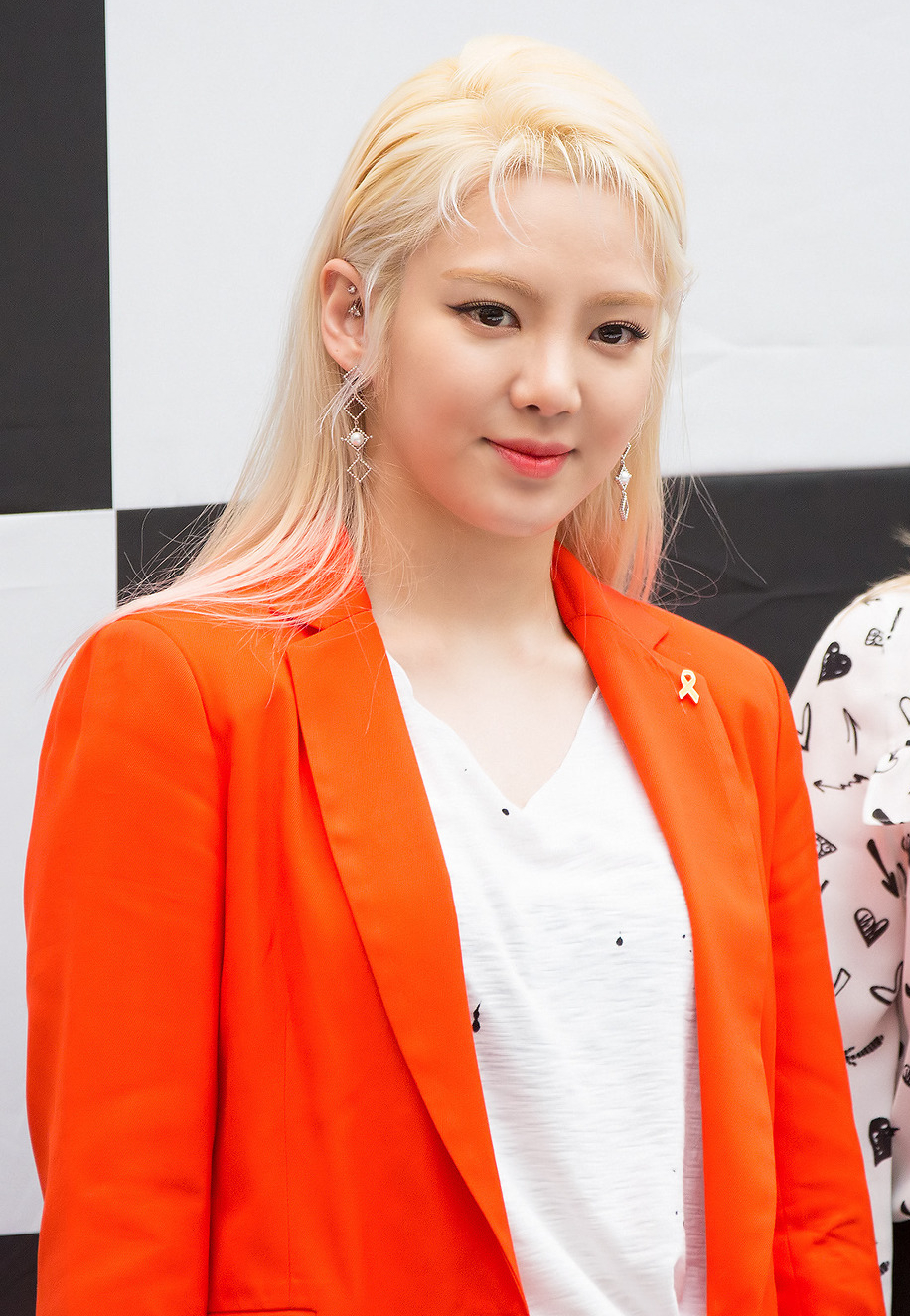
Hyoyeon vào năm 2017

Vào tháng 12 năm 2016, Hyoyeon đã phát hành bài hát solo đầu tiên của cô kể từ khi ra mắt với tựa đề "Mystery" dưới dạng một đĩa đơn khác cho SM Station. Để đồng hành cùng bản phát hành solo, cô đã biểu diễn bài hát này trên nhiều chương trình âm nhạc Hàn Quốc và đóng vai chính trong chương trình thực tế của mình, Hyoyeon's 10 Million Likes 2.
Vào tháng 6 năm 2017, Hyoyeon đã phát hành đĩa đơn thứ hai "Wannabe", một bài hát pop dance với rapper San E.
Vào ngày 12 tháng 4 năm 2018, SM Entertainment đã thông báo rằng Hyoyeon sẽ trở lại với tư cách là DJ Hyo với một đĩa đơn mới mang tên "Sober" vào ngày 18 tháng 4 dưới nhãn hiệu nhạc nhảy điện tử của SM Scream Records. Đĩa đơn mới là một bài hát theo dòng nhac tropical-future house được đặc trưng bởi các đoạn riff guitar điện và hook. Nó cũng được tiết lộ rằng cô cũng sẽ được quảng bá tích cực như một DJ trong các tour du lịch câu lạc bộ trong nước và các lễ hội EDM dưới nghệ danh mới của mình.
Vào tháng 8 năm 2018, Hyoyeon được thông báo sẽ là một phần của tiểu nhóm Girls' Generation-Oh!GG, bao gồm năm thành viên của nhóm ban đầu vẫn thuộc SM Entertainment. Nhóm đã phát hành đĩa đơn đầu tay, "Lil 'Touch", vào tháng 9.
Vào ngày 7 tháng 11 năm 2018, SM Entertainment đã tiết lộ những hình ảnh teaser với thông báo rằng Hyoyeon sẽ phát hành đĩa đơn mới thứ hai mang tên "Punk Right Now", có sự góp mặt của DJ người Mỹ 3LAU, vào ngày 13 tháng 11.
Vào ngày 20 tháng 7 năm 2019, Hyoyeon đã phát hành một đĩa đơn mới, "Badster", đây là một bài hát theo dòng nhạc Psychedelic trance do cô đồng sản xuất và đồng sáng tác; một video âm nhạc hoạt hình đã được phát hành cùng ngày.
Vào tháng 5 năm 2020, Hyoyeon tham gia chương trình thực tế lấy chủ đề hip-hop của Mnet - Good Girl: Who Robbed The Station, còn được gọi đơn giản là Good Girl.
Vào tháng 9/2022, Hyoyeon có mặt tại TP.HCM biểu diễn trong vai trò DJ.

## Danh sách đĩa nhạc

Hyoyeon vào năm 2021

### Bài hát
| Bài hát                                                                                      | Năm                     | Thứ hạng cao nhất       | Thứ hạng cao nhất       | Doanh số (tải về)       | Album                   |
| Bài hát                                                                                      | Năm                     | HQ Gaon                 | Mỹ World                | Doanh số (tải về)       | Album                   |
| Với tư cách ca sĩ chính                                                                      | Với tư cách ca sĩ chính | Với tư cách ca sĩ chính | Với tư cách ca sĩ chính | Với tư cách ca sĩ chính | Với tư cách ca sĩ chính |
| -------------------------------------------------------------------------------------------- | ----------------------- | ----------------------- | ----------------------- | ----------------------- | ----------------------- |
| "Mystery"                                                                                    | 2016                    | —                       | 12                      | N/A                     | SM Station season 1     |
| "Wannabe"                                                                                    | 2017                    | —                       | 8                       | N/A                     | Single                  |
| "Sober" (ft. Ummet Ozcan)                                                                    | 2018                    | —                       | 15                      | N/A                     | Single                  |
| "Punk Right Now" (ft. 3LAU)                                                                  | 2018                    | —                       | 16                      | N/A                     | Single                  |
| "Badster"                                                                                    | 2019                    | —                       | —                       | N/A                     | Single                  |
| "Desert" (ft.Loopy, Jeon So-yeon ((G)I-dle)                                                  | 2020                    | —                       | 16                      |                         | Single                  |
| "Second" (ft. BiBi)                                                                          | 2021                    | —                       | 17                      |                         | Single                  |
| "Deep"                                                                                       | 2022                    | —                       |                         |                         | DEEP                    |
| Picture                                                                                      | 2023                    | —                       |                         |                         | Single                  |
| Retro Romance                                                                                | 2024                    | —                       |                         |                         | Single                  |
| Hợp tác                                                                                      |                         |                         |                         |                         |                         |
| "Up & Down" (Taeyeon hợp tác với Hyoyeon)                                                    | 2016                    | 84                      | —                       | HQ: 34.300              | Why                     |
| Vai trò khác                                                                                 |                         |                         |                         |                         |                         |
| "Maxstep" (với Younique Unit)                                                                | 2012                    | 228                     | —                       | HQ: 15.420              | PYL Younique Volume 1   |
| "Born to be Wild" (với Triple T, ft. Park Jin-young)                                         | 2016                    | 164                     | 11                      | N/A                     | SM Station season 1     |
| "-" biểu thị các bản phát hành không có xếp hạng hoặc không được phát hành trong khu vực đó. |                         |                         |                         |                         |                         |

## Danh sách phim

### Phim điện ảnh
| Năm  | Phim                                                     | Vai        | Ghi chú                  |
| ---- | -------------------------------------------------------- | ---------- | ------------------------ |
| 2012 | I AM. – SM Town Live World Tour in Madison Square Garden | Chính mình | Phim tài liệu về SM Town |
| 2015 | SM Town the Stage                                        | Chính mình | Phim tài liệu về SM Town |

### Phim truyền hình
| Năm  | Phim                 | Kênh | Vai                                       | Ghi chú   |
| ---- | -------------------- | ---- | ----------------------------------------- | --------- |
| 2008 | Unstoppable Marriage | KBS2 | Một trong bảy công chúa của Bulgwang-dong | Khách mời |
| 2010 | Oh! My Lady          | SBS  | Chính mình                                | Khách mời |

### Chương trình truyền hình
| Năm       | Chương trình                      | Kênh        | Vai trò            | Ghi chú  |
| --------- | --------------------------------- | ----------- | ------------------ | -------- |
| 2011-2012 | Invincible Youth 2                | KBS2        | Thành viên cố định |          |
| 2012      | Dancing with the Stars 2          | MBC         | Thí sinh           | Giải nhì |
| 2013      | Dancing 9                         | Mnet        | Huấn luyện viên    |          |
| 2015      | Immortal Song 2                   | KBS2        | Thí sinh           |          |
| 2015      | Hyoyeon's One Million Likes       | OnStyle     | Dẫn chương trình   |          |
| 2015      | Mash Up                           | SBS MTV     | Thí sinh           |          |
| 2016      | Get It Beauty                     | OnStyle     | Dẫn chương trình   |          |
| 2016      | Star Advent                       | Shandong TV | Thành viên cố định |          |
| 2016      | Hit the Stage                     | Mnet        | Thí sinh           |          |
| 2017-2018 | My English Puberty                | tvN         | Thành viên cố định |          |
| 2020      | Good Girl: Who Robbed The Station | Mnet        | Thí sinh           |          |

## Giải thưởng và đề cử
| Năm  | Giải thưởng                         | Hạng mục        | Được đề cử               | Kết quả |
| ---- | ----------------------------------- | --------------- | ------------------------ | ------- |
| 2010 | MBC Entertainment Awards lần thứ 12 | Female Newcomer | Dancing with the Stars 2 | Đề cử   |